# رالف فيتش
رالف فيتش (بالإنجليزية: Ralph Fitch) (1611 - 1550) كان تاجرا شهماً من لندن واحد من المسافرين الإنجليز والتجار الأوائل لزيارة بلاد ما بين النهرين والخليج العربي والمحيط الهندي والهند وجنوب شرق آسيا. في البداية لم يؤرخ لما رأى لكنه في نهاية المطاف كتب وصفا لجنوب شرق آسيا الذي رآه في 1583-1591، وعند عودته إلى إنكلترا في 1591، أصبح مستشارا لشركة الهند الشرقية البريطانية. وهو واحد من عدة رحالة أجانب زاروا بغداد في العهد العثماني،
حيث قام رالف فيتش برحله استطلاعيه في العراق والذي اكد
لحكومة لندن اهمية بغداد لتجارة الترانسيت (المرور) وذكر انها
عقدة مواصلات مهمه بين الدولة العثمانيه وبلاد فارس، وان البصرة
مركز تجاري مهم للتوابل والعقاقير المستورده من الهند.